# Терещенко Юрій Іларіонович
Юрій Іларіонович Терещенко (нар. 14 квітня 1939, Київ) — український історик, дослідник історії України XX століття, доктор історичних наук, академік Української академії історичних наук (з 1999 року). Почесний краєзнавець України (2014), Заслужений працівник освіти України (2019).

## Біографія
Народився 14 квітня 1939 року у Києві в родині службовця Іларіона Петровича, який працював в апараті Президії Академії наук УРСР. Закінчивши київську школу № 92, Юрій Терещенко навчався на історичному факультеті Київського університету. Водночас розпочав працювати у Центральній науковій бібліотеці АН УРСР. Викликався на допити до КДБ через донос за підозрою у розповсюдженні самвидаву. Провину Терещенка не змогли довести.
У 1963—1976 роках працював старшим лаборантом, молодшим науковим співробітником, у 1976—1987 роках — старшим науковим співробітником відділу Великої Жовтневої соціалістичної революції і громадянської війни Інституту історії АН УРСР. 1971 року, під керівництвом академіка АН УРСР Миколи Супруненка, захистив кандидатську дисертацію на тему: «Політична боротьба на виборах до міських дум України у 1917 р.». 1988 року захистив докторську дисертацію на тему: «Економічна політика радянської влади на Україні в період громадянської війни 1918—1920». З 1987 року працює у Київському державному лінгвістичному університеті, де з 1991 року очолює кафедру історії України та зарубіжних країн. З 1997 року — головний редактор періодичного збірника наукових праць «Вісник Київського державного лінгвістичного університету. Серія: Історія, економіка, філософія».
У 2000 році був координатором ініціативної групи Української гетьманської організації, зусиллями якої в 2001 році було офіційно зареєстровано в Україні Всеукраїнську громадську організацію «Союз гетьманців-державників».

## Учні
- Горбатюк Микола Володимирович (Громадсько-політична діяльність Андрія Ніковського (1885—1942 рр.), 2010 р.)[3]
- Верменич Ярослава Володимирівна — дослідниця проблем історичної регіоналістики України, історії та культури України ХХ ст., теорії та методології історичних досліджень.
- Монолатій Іван Сергійович (Соціально-економічне становище та культурний розвиток німців у Галичині (1772—1923 рр.)", 2002.
- Очеретяний Володимир Васильович (Громадсько-політична та наукова діяльність М. А. Славинського (1868—1945 рр.), 2009 р.)[4]
- Попенко Ярослав Володимирович (Дипломатичні взаємини Української Народної Республіки з країнами Антанти за доби Директорії (листопад 1918—1921 рр.), 2006 р.)[5]

## Основні праці
- Скарби історичних традицій: нариси з історії української державності (2011)
- Причинки до історії галицького консерватизму // Український консерватизм і гетьманський рух: історія, ідеологія, політика. — Київ, 2000 (головний редактор збірки);
- Український патріот з династії Габсбургів. — Київ., 1999 (у співавторстві);
- В'ячеслав Липинський. З епістолярної спадщини. — Київ, 1996 (у співавторстві);
- Україна і європейський світ: нарис історії від утворення Старокиївської держави до кінця XVI ст. — Київ, 1996 (у співавторстві);
- Історія України. — Книга 1: Від найдавніших часів до 1917 р. — Київ, 1995 (у співавторстві);
- Історія України від найдавніших часів до утвердження незалежної держави. Навч. посібник. — Київ, 1993 (у співавторстві);
- Великий Октябрь и становление социалистической экономики на Украине: Очерк истории экономической политики (1917—1920). — Київ., 1986;
- Політична боротьба на виборах до міських дум України в період підготовки Жовтневої революції. — Київ., 1974.